# Readly
Readly – szwedzka czytelnicza platforma prasowa działająca w modelu subskrypcyjnym.

## Charakterystyka
Readly powstało w 2012 roku za sprawą szwedzkiego biznesmena Joela Wikella, który na początku XXI wieku stworzył firmę Boss Media, ówcześnie lidera rynku oprogramowania do działających w internecie gier hazardowych i kasyn. Do 2013 roku Wikell przez firmę First Publishing Group kontrolował również kilkanaście szwedzkich pism hobbystycznych. Znany jest również jako inwestor w branży sportów motorowych i nieruchomości. Według Pera Hellberga – wieloletniego zaufanego współpracownika Wikella, inspiracją do powstania platformy czytelniczej Readly było Spotify. Readly digitalizuje wersje papierowe dzienników, tygodników, miesięczników i innych periodyków, (wydawanych głównie w Europie i w Stanach Zjednoczonych), przez co czytelnicy mają dostęp do gazet z pierwotnymi treściami i w takim układzie jak są one wydawane na papierze w macierzystych krajach. W sierpniu 2024 roku miesięczna subskrypcja Readly kosztowała 13 funtów (GBP), za tę cenę czytelnicy mieli dostęp do ponad siedmiu tysięcy tytułów. Readly dzieli się z wydawcami połową tej kwoty. Dodatkową wartością jest możliwość wglądu do danych czytelników i dokładny monitoring zachowana podczas lektury pisma (np. od których tekstów rozpoczyna się lektura, które reklamy zatrzymują uwagę na dłużej), oraz możliwość porównania ich z czytelnikami konkurencyjnych tytułów. Firma, w celu zwiększenia rentowności, rozważa wprowadzenie opłat dla wydawców za udostępnianie tych danych. Przeglądanie gazet w Readly odbywa się przez wewnętrzną przeglądarkę firmy dostępną na komputery i jako aplikacje mobilne (na Androida, iOS oraz Fire OS Amazona), co uniemożliwia kopiowanie treści. Od września 2020 roku Readly notowane jest na szwedzkiej giełdzie Nasdaq Stockholm Midcap. Rok później firma przejęła Toutabo – francuskiego wydawcę elektronicznego kiosku prasowego ePresse. W 2019 roku najwięcej subskrybentów Readly pochodziło ze Szwecji, Niemiec i z Wielkiej Brytanii.